# Podlesie (Lubasz)
Podlesie – część wsi Lubasz w Polsce, położona w województwie małopolskim, w powiecie dąbrowskim, w gminie Szczucin.
W latach 1975–1998 Podlesie administracyjnie należało do województwa tarnowskiego.